# BK Prostějov
El BK Orli Prostějov es un equipo de baloncesto checo que compite en la Národní Basketbalová Liga, la primera división del país. Tiene su sede en Prostějov. Disputa sus partidos en el Sportcentrum - DDM, con capacidad para 2.100 espectadores.

## Nombres
- BK Prostějov (-13)
- BK Orli (13-)

## Posiciones en Liga
- 2004 (1-2)
- 2005 (2-1)
- 2006 (2)
- 2007 (3)
- 2008 (3)
- 2009 (4)
- 2010 (3)
- 2011 (2)
- 2012 (2)
- 2013 (2)
- 2014 (2)
- 2015 (3)
- 2016 (3)

## Palmarés
- Liga Checa 
  - Segundo Liga Regular (5): 2005, 2006, 2011, 2012, 2013 y 2014
  - Subcampeón (5): 2007, 2010, 2011, 2012, 2013 y 2014
  - Semifinales (3): 2005, 2008, 2009, 2015 y 2016

- Copa Checa
  - Campeón (1): 2015
  - Subcampeón (3): 2005, 2006 y 2009
  - Semifinales (4): 2007, 2011, 2012 y 2013

- D2 
  - Campeón (1): 2004

## Jugadores Célebres
- Hurl Beechum
- Andrius Slezas